# Ernest Henry Shackleton
Ernest Henry Shackleton (15. února 1874, Kilkea – 5. ledna 1922, Grytviken) byl polární badatel irského původu, který vedl tři britské expedice do Antarktidy. Za zásluhy při vedení Britské antarktické expedice v letech 1907–1909 byl povýšen do šlechtického stavu. Jeho nejznámější expedicí byla však Imperiální transantarktická expedice, která proběhla v letech 1914–1916 na lodi Endurance, obecně známá jako Shackletonova expedice.
„Pro vědecký výzkum mi dejte Scotta, pro rychlý a efektivní postup Amundsena, ale až nastane pohroma a zmizí veškeré naděje, tak poklekněte a modlete se k Shackletonovi.“
Sir Raymond Priestley, polárník a geolog

## Život
Narodil se v Irsku, ale jeho předkové byli původem z anglického Yorkshiru. Otec byl lékař, a když bylo Ernestovi deset let, přestěhovala se celá rodina do Londýna. Ernest se narodil jako druhý z deseti dětí. Ke svým irským kořenům se vždy hrdě hlásil. Měl dobrodružnou povahu, škola ho příliš nebavila a v šestnácti letech se rozhodl, že se stane námořníkem. Sloužil u Britského obchodního loďstva a v roce 1898 úspěšně složil zkoušky na velícího důstojníka.

### Expedice Discovery
V letech 1901–1903 se zúčastnil Národní antarktické expedice pod vedením Roberta Falcona Scotta na lodi Discovery s cílem dosáhnout jižního pólu. Na pobřeží u McMurdovy zátoky, kde byl založen základní tábor, podnikl v únoru 1902 experimentální let balonem. Začátkem listopadu 1902 se Scott, Shackleton a dr. Wilson se spřežením 22 psů vydali na 1350 km dlouhou cestu k pólu. Vytvořili rekord, když se dostali až na 82° 17′ , postupně ale přišli o všechny psy a kvůli nedostatku jídla se museli vrátit, aniž dosáhli cíle. Shackleton během cesty těžce onemocněl kurdějemi a musel po návratu na loď v únoru 1903 výpravu předčasně opustit. Vzájemné vztahy mezi Scottem a Shackletonem, poznamenané jejich soupeřením o prvenství při dosažení jižního pólu, se staly v budoucnu předmětem častých spekulací.
Po návratu do Anglie působil jako konzultant při přípravě několika expedic a přijal místo tajemníka Královské skotské geografické společnosti. V dubnu 1904 se oženil s Emily Dormanovou a spolu měli tři děti. Po několika neúspěšných pokusech v soukromém podnikání a politice se pustil do organizování nové výpravy do Antarktidy. Během několika měsíců se mu podařilo získat potřebné finance, materiální zajištění a vybrat spolehlivou posádku.

### Expedice Nimrod

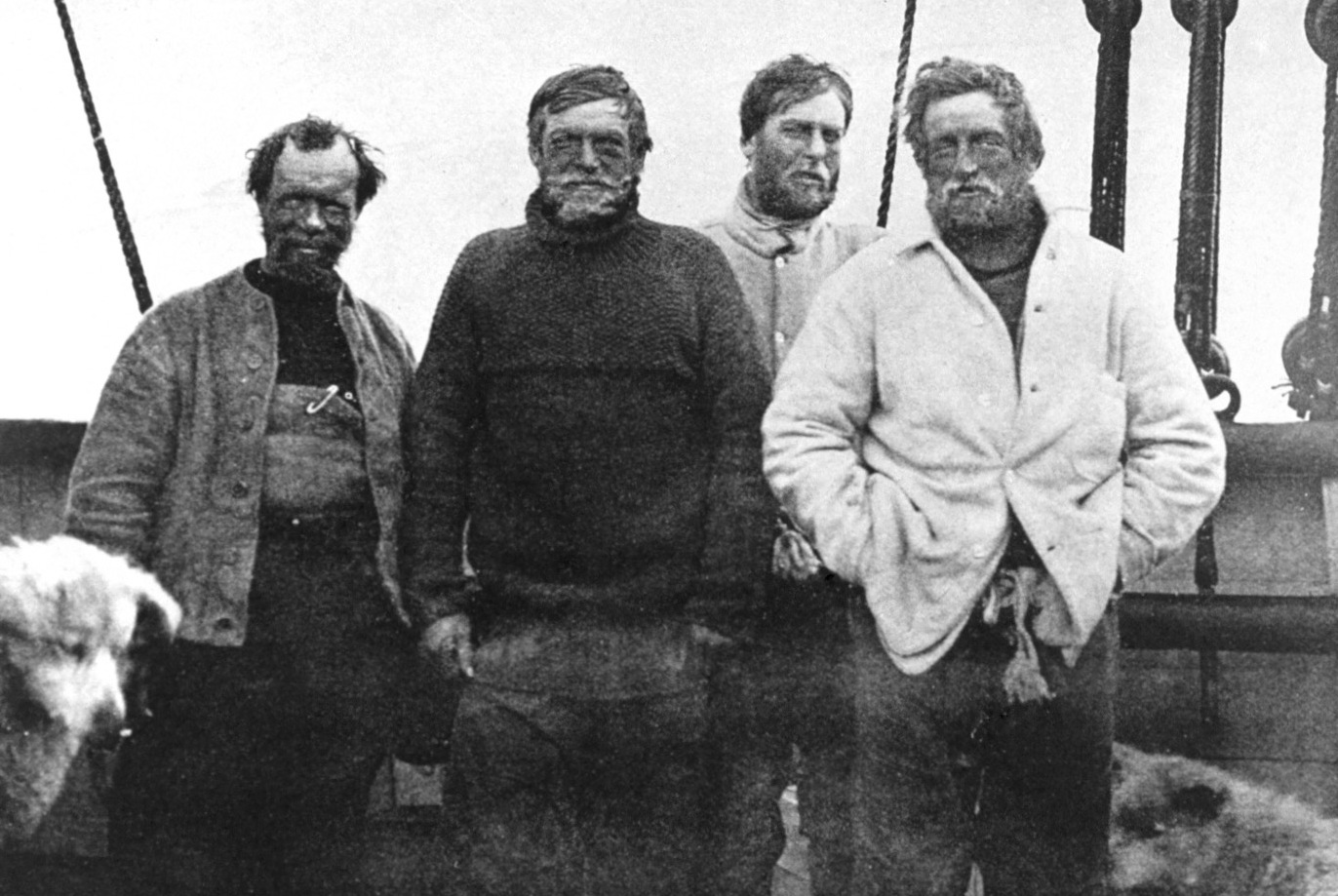
Čtyřčlenná výprava k jižnímu pólu: zleva Frank Wild, Ernest Shackleton, Eric Marshall a Jameson Adams

Na svou druhou polární výpravu vyplul Shackleton z Anglie s lodí Nimrod v létě roku 1907. Na palubě bylo 20 mužů různých profesí, 15 poníků, 9 psů a automobil New Arrol Johnston se vzduchem chlazeným motorem. Kromě toho vezl na své lodi i 24 000 poštovních známek a 2000 dopisů. Byly to jednopennyové známky Nového Zélandu opatřené roku 1907 přetiskem KING EDWARD VII. LAND. Doufal, že zisk z prodeje známek mu pomůže krýt část nákladů. Na konci října 1908 vyrazil Shackleton z McMurdovy zátoky s dalšími třemi průvodci přes Rossův šelfový ledovec k jižnímu pólu. Po strastiplné cestě se dostali do rekordní vzdálenosti 88°23′, pouze 178 km od jižního pólu. Dne 9. ledna 1909 Shackleton rozhodl, že se v zájmu záchrany životů vrátí zpět na základnu. Expedici se však podařilo zdolat vrchol hory Mount Erebus a dosáhnout jižního magnetického pólu.
V Anglii byl Shackleton oslavován jako hrdina. Král Edward VII. ho vyznamenal řádem Královny Viktorie a povýšil do šlechtického stavu. Britská geografická společnost mu udělila zlatou medaili. Pořádal přednášky, napsal knihu s názvem Heart of the Antarctic (Srdce Antarktidy) a jeho zážitky jsou zaznamenány na třech válcích Edisonova fonografu. Výsledky expedice s uznáním ocenili i další známí polárníci Roald Amundsen a Fridtjof Nansen.

### Transantarktická expedice
Plány na další výpravu do Antarktidy Shackletona neopustily ani po dosažení jižního pólu Roaldem Amundsenem v roce 1911. V roce 1912 publikoval hlavní záměr Transantarktické expedice: přechod napříč kontinentem od Weddellova moře přes jižní pól až k moři Rossovu. V roce 1914 již byly připraveny k vyplutí dvě lodě: Aurora v Austrálii a Endurance pod vedením Shackletona v Anglii. Výpravu nezastavil ani vstup Británie do války, takže Endurance se souhlasem ministerstva námořnictva vyplula 8. srpna 1914 z Londýna. U břehů jižního kontinentu je pronásledovala nepřízeň počasí a nakonec byla Endurance uvězněna v ledu. Expedice se změnila v boj o holý život. Po deseti měsících posádka 27 mužů loď opustila se záchrannými čluny a zásobami a na ledové kře se dostala až na volné moře. Ve člunech pak veslovala asi 160 kilometrů až k pustému, skalnatému Slonímu ostrovu, kde nebyla naděje na záchranu. Od obydlené Jižní Georgie je dělilo téměř 1400 kilometrů bouřlivého moře. Shackleton se rozhodl pro riskantní čin: s pěti muži se vydal v záchranném člunu pro pomoc. Spoléhal na svého skvělého navigátora Franka Worsleyho. Po drsných šestnácti dnech plavby nemilosrdným divokým mořem s vysokými vlnami a vichřicemi přistáli promočení promrzlí vyčerpaní muži na pustém pobřeží Jižní Georgie. Od velrybářské stanice na severu je dělilo 150 námořních mil po moři nebo 46 km vzdušnou čarou napříč ostrovem. Poničený člun již nebylo možno použít. Shackleton se dvěma muži po třídenním pochodu přes zledovatělé hory dorazili do osady, odkud okamžitě vypravili člun pro zbývající tři muže na druhé straně ostrova. Po třech dnech se Shackleton na palubě najaté lodi vydal ke Slonímu ostrovu. První tři pokusy o doplutí zpět k ostrovu ovšem byly neúspěšné. Vysvobodit zbytek mužů se podařilo až po asi dvou měsících na konci srpna. Jelikož záchranný výsadek poprvé Sloní ostrov opustil koncem dubna, zbytek posádky na nehostinném místě musel strávit dvacet týdnů polární zimy. V prosinci 1916 se vydal z Nového Zélandu pro druhou část výpravy z lodi Aurora. U Evansova mysu v Rossově moři našel sedm živých mužů, kteří zde prožili dva roky. Přestože expedice nesplnila zamýšlený cíl, odvaha a vytrvalost účastníků vzbudily všeobecný obdiv.

### Poslední výprava

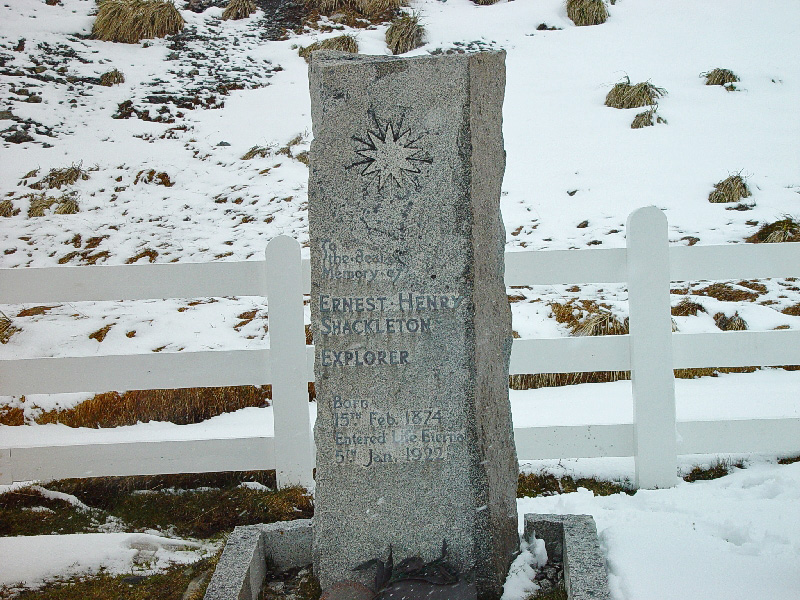
Hrob Ernesta Shackletona na ostrově Jižní Georgie

Po návratu do Anglie v květnu 1917 se Shackleton přihlásil jako dobrovolník do armády, i když byl oslaben po náročné výpravě a měl srdeční potíže. V říjnu absolvoval neúspěšnou diplomatickou misi do Argentiny a Chile, která měla zapojit tyto státy do války na straně Dohody. Vrátil se domů v dubnu 1918. Od října 1918 sloužil v severním Rusku během občanské války jako poradce při výcviku britských vojenských oddílů v arktických podmínkách. Za tuto činnost byl vyznamenán řádem Britského impéria. Armádu opustil v hodnosti majora v říjnu 1919.
Po válce se v Anglii vrátil k pořádání přednáškových turné a v prosinci 1919 publikoval pod názvem South (česky Jih) své vzpomínky na Transantarktickou expedici. Plánoval novou výpravu do Antarktidy s cílem obeplout celý kontinent a objevit další ostrovy. Podařilo se mu získat finanční podporu od svého bývalého spolužáka a v září 1921 výprava Shackleton-Rowett s lodí Quest opustila Anglii. Už při mezipřistání v Rio de Janeiru měl Shackleton srdeční záchvat, ale odmítl se nechat vyšetřit. Po přistání na Jižní Georgii Shackleton náhle zemřel na rozsáhlý infarkt. Na přání manželky byl pohřben na hřbitově Grytviken. K jeho hrobu se přijíždí každý rok poklonit kolem šesti tisíc návštěvníků. Stalo se tradicí uctít památku velkého polárního gentlemana tím, že se hrob pokropí několika kapkami whisky, kterou měl rád.
Jeho výprava pokračovala pod vedením Franka Wilda, který se s ním zúčastnil všech předchozích polárních cest. V roce 2011 byl Frank Wild pohřben vedle svého přítele a na žulovém náhrobním kameni je napsáno „Frank Wild 1873–1939, Shackletonova pravá ruka“.
„Životy jeho mužů pro něj byly vždy důležitější než dosažení cíle jednotlivých výprav, což nelze říct o řadě jiných dobrodruhů. Proto jej členové jeho posádek velmi respektovali a byli s ním ochotni jet prakticky kamkoliv,“
Christopher Gilbert, kanadský historik